# Arkýř

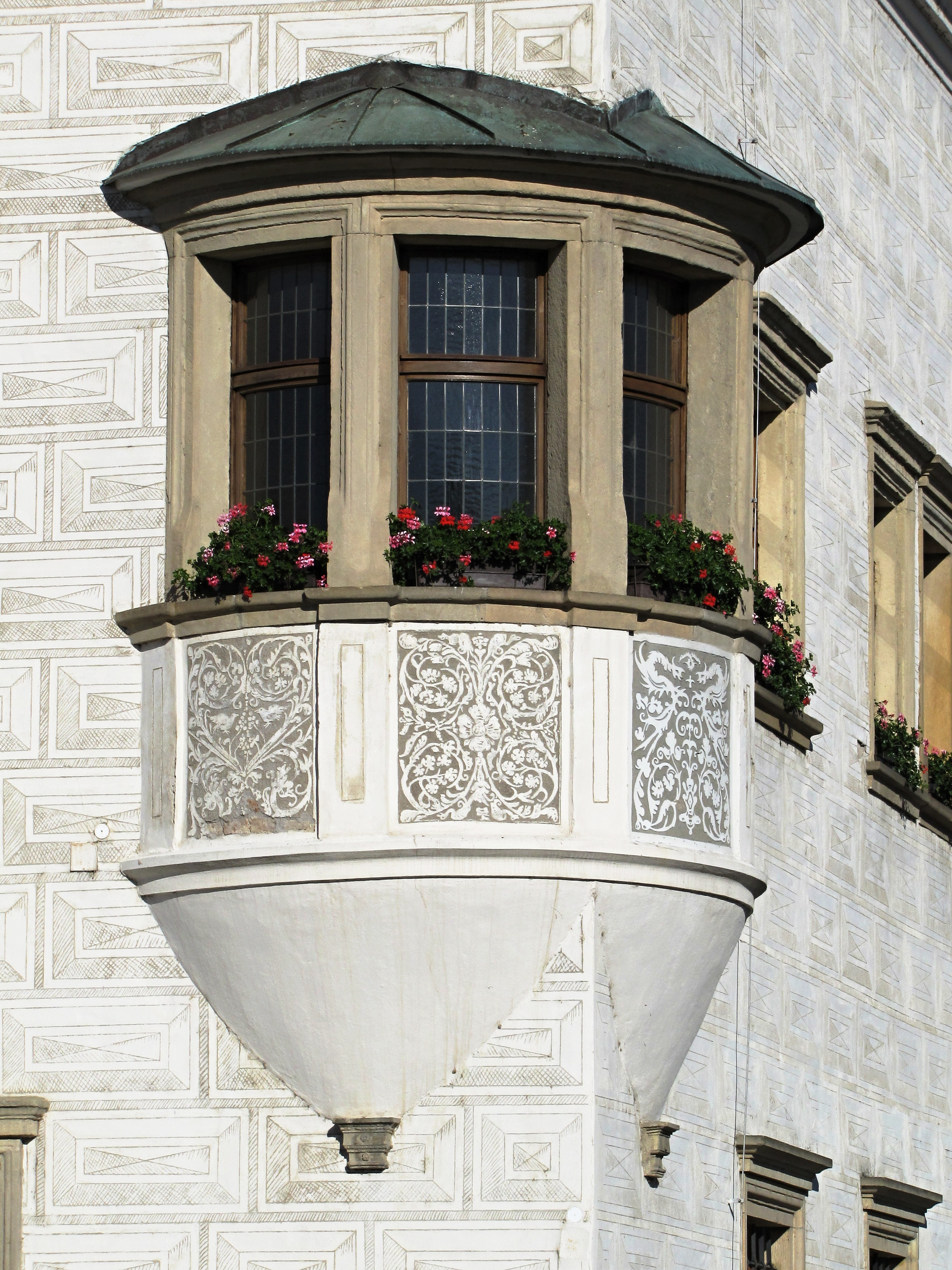
Renesanční arkýř radnice v Kyjově z let 1561–1562

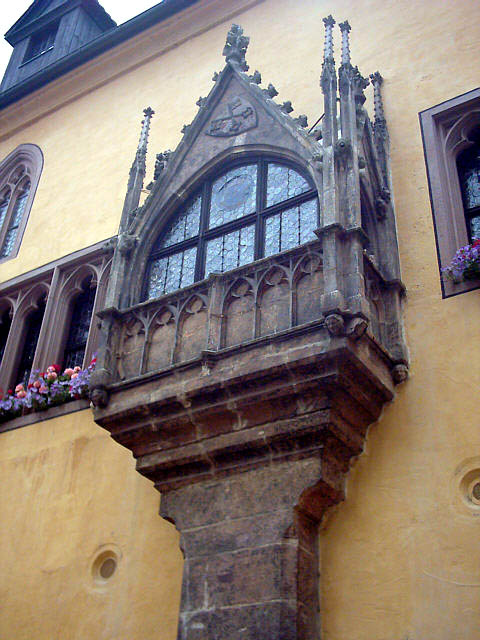
Arkýř na staré radnici
v Řezně

Arkýř (z latinského arcere – opevňovat, ohrazovat) je architektonický stavební prvek. Je to výstupek, vyčnívající z průčelí budovy nebo z jejího nároží, který je posazený na nosnících vystupujících ze zdiva (krakorcích) nebo na trámech stropu nad přízemím.
Arkýř rozšiřuje vnitřní prostor budovy a umožňuje výhled podél fasády do strany. Na rozdíl od rizalitu nevystupuje z průčelí od základů, ale až v některém z vyšších pater.
Ve středověku byly arkýře důležitou obrannou součástí budov. Zabezpečovaly lepší výhled na obrannou zeď a umožňovaly chráněnou střelbu proti útočníkům. V arkýřích se také budovaly toalety (prevéty).

## Galerie

Gotická kaple Staroměstské radnice (1381)
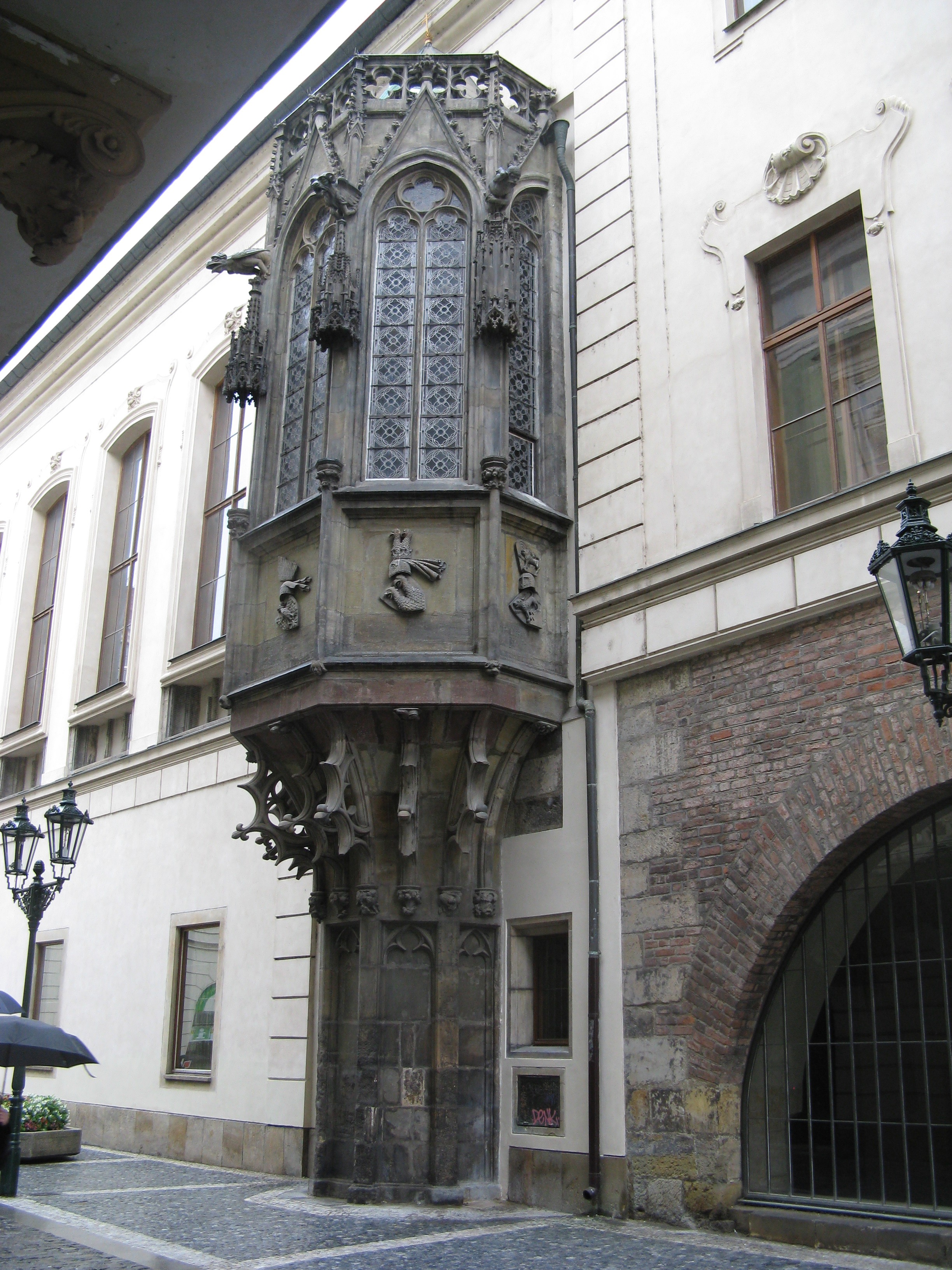
Karolinum
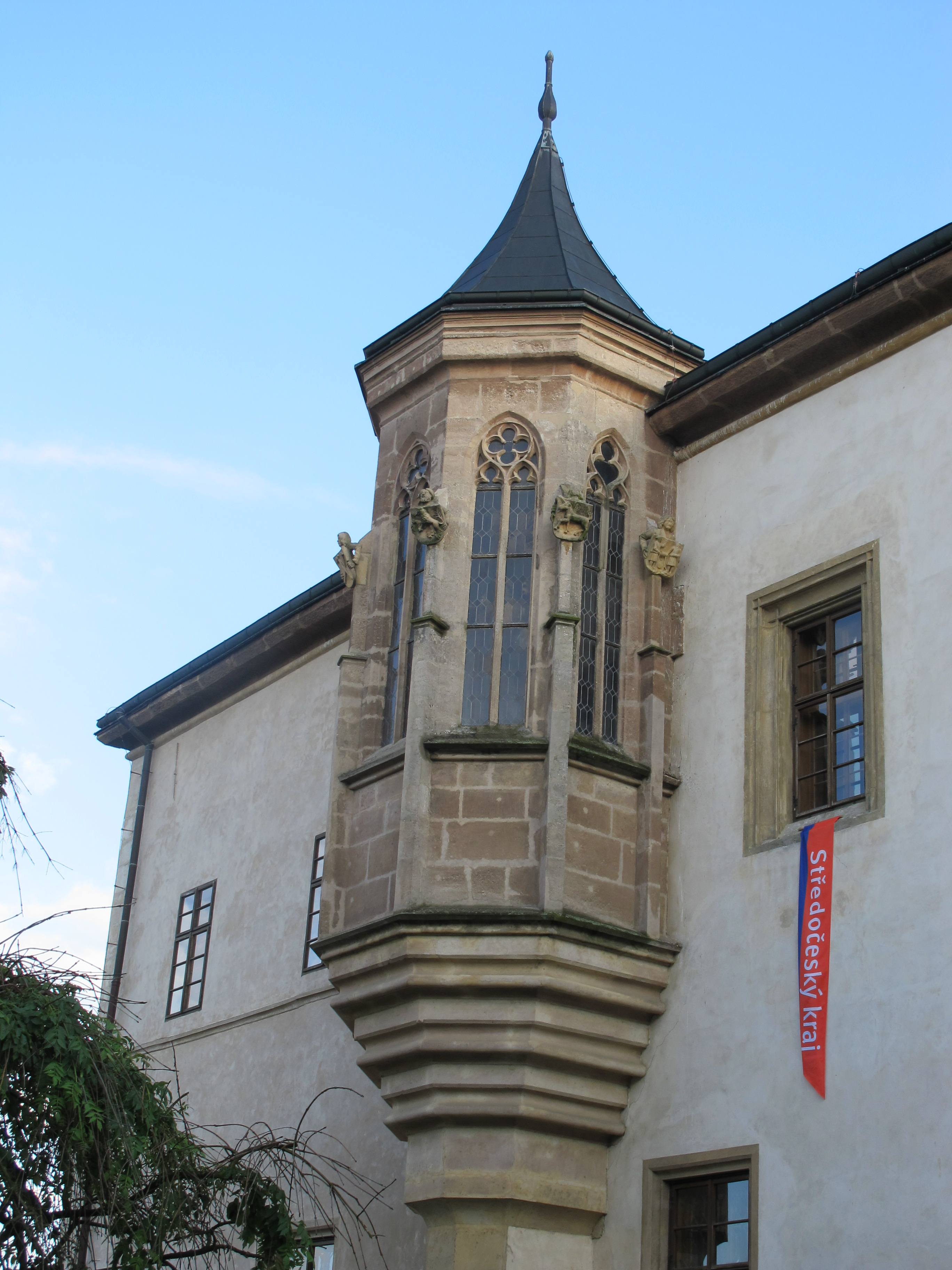
Hrádek v Kutné Hoře
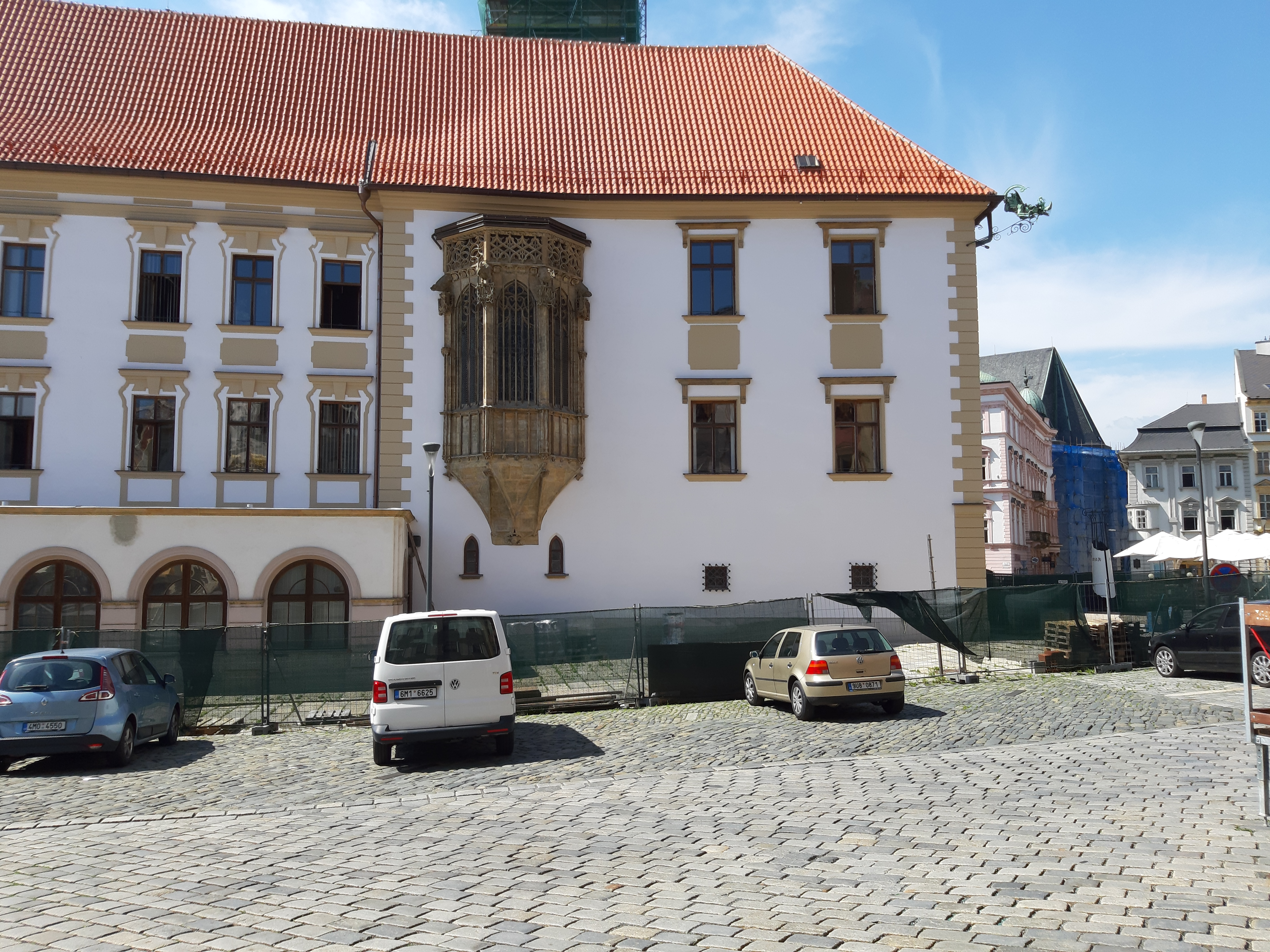
Olomoucká radnice